# Sofia Albertina Ekelund
Sofia Albertina Ekelund eller Eklund, var en svensk skådespelare. 
Hon debuterade som barn i mjölkflickans roll i De bägge jägarne och mjölkflickan hos Johan Anton Lindqvist på Comediehuset i Göteborg säsongen 1795-96. Hennes ålder är okänd, men vid sin debut på Comediehuset tycks hon fortfarande ha varit ett barn och omnämns som "Lilla Mamsell Ekelund."
Hon engagerades senare hos Maria Elisabet de Broen på Djurgårdsteatern i Stockholm.  Hon beskrivs som en mycket populär artist.  En av hennes mer uppmärksammade roller i Djurgårdsteatern var titelrollen i Patrats komedi Gyckelmakaren sommaren 1803, där hon av Gjörwell  kallades: 
"den qvicka gyckelmakaren, den så vackra och väl-spelande m:ll Ekelund". 
Som engagerad vid Djurgårdsteatern besökte hon 1805 Göteborg som gästartist.